# WAMP
WAMP — акроним от «Windows, Apache, MySQL и PHP». Данным сокращением описывается комплектация пакетов программ под соответствующую ОС, обозначаемую первой буквой. Происходит от LAMP, где первая буква означает Linux. Существует также MAMP под Mac OS. Данные пакеты в основном используются для веб-разработки.
Системы WAMP, MAMP и LAMP поставляются в форме пакетов, связывающих упакованные программы таким образом, чтобы их не нужно было устанавливать и настраивать по отдельности. Это означает, что нужно просто загрузить и установить одну программу и следовать простым подсказкам, чтобы подготовить разработочный сервер и запустить его в кратчайшие сроки и с минимальными усилиями.

## Готовые решения для Windows
Поскольку программы, входящие в LAMP, в основном были разработаны для Linux, то установка и взаимная настройка их под Windows требует некоторого времени. Для решения этой проблемы было создано много пакетов программ, которые позволяют начать работать сразу после установки:
- Open Server (рус.)
- Денвер
- XAMPP
- EasyPHP
- VertrigoServ
- WampServer
- MoWeS Portable
- AppServ
- Bitnami
- Endels
- Uniform Server
- Usbwebserver
- EleanorServer